# جيري توماس
جيري توماس (بالإنجليزية: Jerry Thomas)‏ هو سياسي أمريكي، ولد في 23 مايو 1953. حزبياً، نشط في الحزب الديمقراطي والحزب الجمهوري. وقد انتخب عضو مجلس ولاية لويزيانا وانتخب عضو مجلس نواب لويزيانا.